# Eutelsat 117 West B
Eutelsat 117 West B (ehemals SATMEX 9) ist ein kommerzieller Kommunikationssatellit der European Telecommunications Satellite Organization Eutelsat mit Sitz in Paris.
Er wurde am 14. Juni 2016 mit einer Falcon-9-Trägerrakete vom Raketenstartplatz Cape Canaveral zusammen mit ABS-2A in eine geostationäre Umlaufbahn gebracht.

## Technik
Der dreiachsenstabilisierte Satellit ist mit 48 Ku-Band-Transpondern für vier Abdeckungsbereiche ausgerüstet und soll von der Position 116,8° West aus Lateinamerika mit Telekommunikationsdienstleistungen und Fernsehen für private Nutzung und die Regierungen versorgen. Er wird neben SATMEX 8 auf 116,8° West kopositioniert. Er wurde auf Basis des Satellitenbus BSS-702SP der Boeing Satellite Systems gebaut und besitzt eine geplante Lebensdauer von 15 Jahren. Der Satellit auch mit einer Wide Area Augmentation System (WAAS) Nutzlast namens GEO-5 ausgestattet, die von Raytheon im Namen der US Federal Aviation Administration (FAA) entwickelt wurde.